# Esqui cross-country nos Jogos Olímpicos de Inverno de 1992
O esqui cross-country nos Jogos Olímpicos de Inverno de 1992 consistiu de dez eventos, sendo cinco masculinos e cinco femininos. As provas foram disputadas em Les Saisies, localizado a 40 quilômetros de Albertville, na França.
Dois novos eventos foram incluídos no programa do esqui cross-country olímpico, com as provas de perseguição combinada. Entre as provas já disputadas houve modificações nas provas clássicas: entre os homens a prova de 15 km foi substituída pela de 10 km e entre as mulheres a prova de 10 km deu lugar a de 15 km. Ainda no feminino a prova livre foi aumentada a distância de 20 para 30 km.

## Medalhistas
Masculino
| Evento                               | Ouro                                                                 | Prata                                                                    | Bronze                                                                   |
| ------------------------------------ | -------------------------------------------------------------------- | ------------------------------------------------------------------------ | ------------------------------------------------------------------------ |
| 10 km clássico detalhes              | Vegard Ulvang NOR Noruega                                            | Marco Albarello ITA Itália                                               | Christer Majbäck SWE Suécia                                              |
| 30 km clássico detalhes              | Vegard Ulvang NOR Noruega                                            | Bjørn Dæhlie NOR Noruega                                                 | Terje Langli NOR Noruega                                                 |
| 50 km livre detalhes                 | Bjørn Dæhlie NOR Noruega                                             | Maurilio De Zolt ITA Itália                                              | Giorgio Vanzetta ITA Itália                                              |
| Perseguição combinada 15 km detalhes | Bjørn Dæhlie NOR Noruega                                             | Vegard Ulvang NOR Noruega                                                | Giorgio Vanzetta ITA Itália                                              |
| Revezamento 4x10 km detalhes         | Terje Langli Vegard Ulvang Kristen Skjeldal Bjørn Dæhlie NOR Noruega | Giuseppe Pulie Marco Albarello Giorgio Vanzetta Silvio Fauner ITA Itália | Mika Kuusisto Harri Kirvesniemi Jari Räsänen Jari Isometsä FIN Finlândia |

Feminino
| Evento                               | Ouro                                                                              | Prata                                                                          | Bronze                                                                        |
| ------------------------------------ | --------------------------------------------------------------------------------- | ------------------------------------------------------------------------------ | ----------------------------------------------------------------------------- |
| 5 km clássico detalhes               | Marjut Lukkarinen FIN Finlândia                                                   | Lyubov Yegorova EUN Equipa Unificada                                           | Yelena Välbe EUN Equipa Unificada                                             |
| 15 km clássico detalhes              | Lyubov Yegorova EUN Equipa Unificada                                              | Marjut Lukkarinen FIN Finlândia                                                | Yelena Välbe EUN Equipa Unificada                                             |
| 30 km livre detalhes                 | Stefania Belmondo ITA Itália                                                      | Lyubov Yegorova EUN Equipa Unificada                                           | Yelena Välbe EUN Equipa Unificada                                             |
| Perseguição combinada 10 km detalhes | Lyubov Yegorova EUN Equipa Unificada                                              | Stefania Belmondo ITA Itália                                                   | Yelena Välbe EUN Equipa Unificada                                             |
| Revezamento 4x5 km detalhes          | Yelena Välbe Raisa Smetanina Larisa Lazutina Lyubov Yegorova EUN Equipa Unificada | Solveig Pedersen Inger Helene Nybråten Trude Dybendahl Elin Nilsen NOR Noruega | Bice Vanzetta Manuela Di Centa Gabriella Paruzzi Stefania Belmondo ITA Itália |

## Quadro de medalhas
| Ordem | País                 | Medalha de ouro | Medalha de prata | Medalha de bronze |    |
| ----- | -------------------- | --------------- | ---------------- | ----------------- | -- |
| 1     | NOR Noruega          | 5               | 3                | 1                 | 9  |
| 2     | EUN Equipa Unificada | 3               | 2                | 4                 | 9  |
| 3     | ITA Itália           | 1               | 4                | 3                 | 8  |
| 4     | FIN Finlândia        | 1               | 1                | 1                 | 3  |
| 5     | SWE Suécia           |                 |                  | 1                 | 1  |
| TOTAL | TOTAL                | 10              | 10               | 10                | 30 |